# Râul Balasan
Râul Balasan este un curs de apă, afluent al fluviului Dunărea.
Râul Balasan izvorăște în extremitatea sudică a Piemontului Getic (Podișul Getic), lângă localitatea Plenița. Străbate comuna Unirea, până la pătrunderea în perimetrul localității Dobridor, purtând denumirea de Sărăceaua. Râul traversează și satul Moțăței, iar la circa 3 km de sectorul Dobridor-Moțăței, râul Balasan formează balta Cilieni. După ce străbate municipiul Băilești, unde este Parcul Balasan Băilești. Râul trece pe lângă satele: Covei,  Catanele Noi, Catane și Bistrețu Nou, unde trece pe lângă Balta Călugăreni, după care se varsă în Dunăre. 
1. ↑  „Monografia Municipiului Bailesti | PDF”. Scribd. Accesat în 15 mai 2025.
2. ↑  „Monografia Municipiului Bailesti | PDF”. Scribd. Accesat în 15 mai 2025.